# Kamienica przy ulicy Mickiewicza 22 w Katowicach
Kamienica przy ulicy Adama Mickiewicza 22 w Katowicach – eklektyczna kamienica mieszkalno-handlowa, położona w Katowicach-Śródmieściu przy ulicy A. Mickiewicza 22, na rogu z ulicą Stawową 2.

## Historia

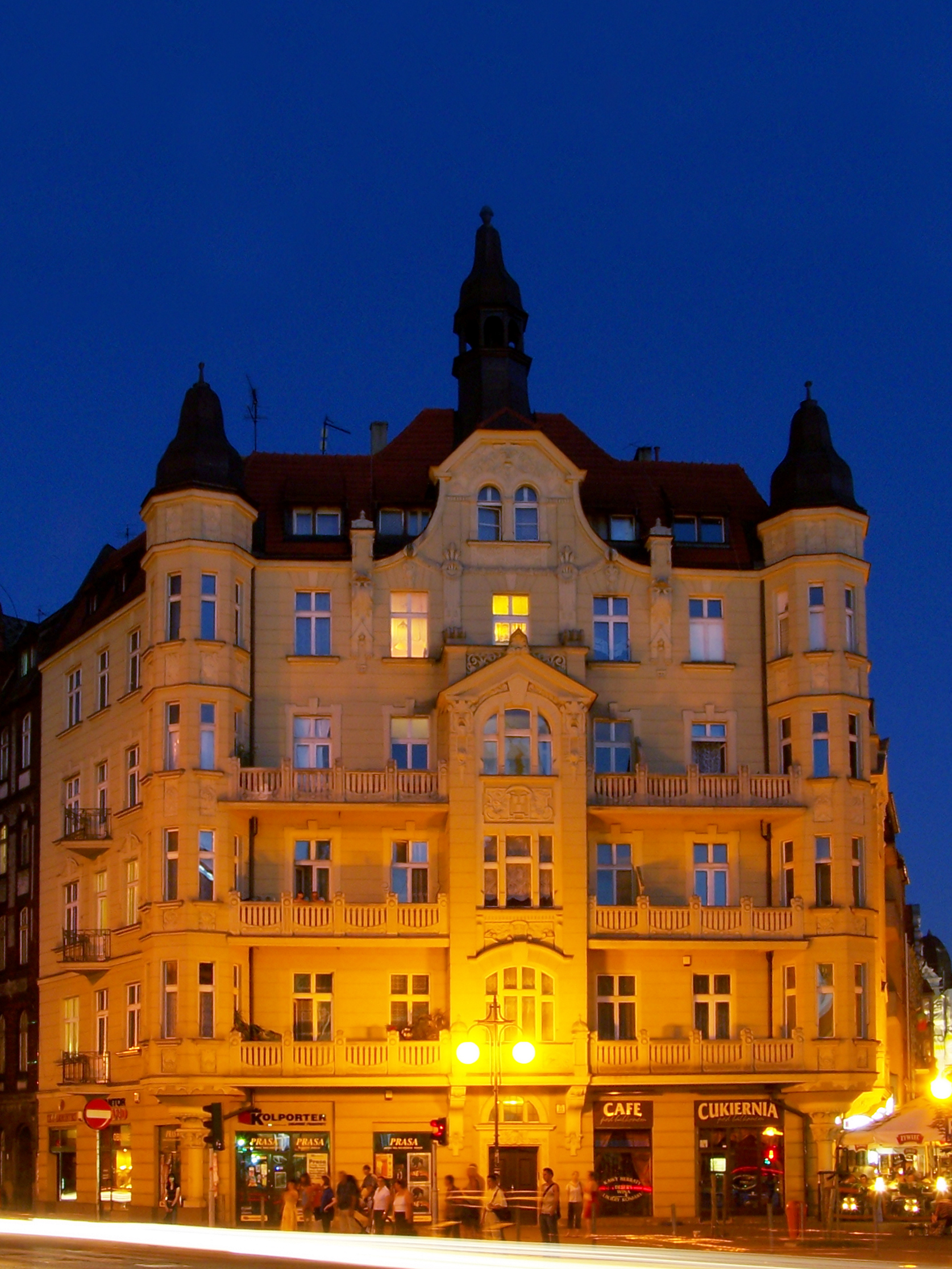
Kamienica w porze nocnej

Kamienica ta została zbudowana w 1906 roku przy August-Schneider Strasse i Teichstrasse. Zaprojektował i zbudował ją niemiecki zakład budowlany Perla i Trappa, z siedzibą w Katowicach. Rok później w budynku na parterze został otwarty „Casino-Bar”, który istniał przez kilka następnych lat. Po jego zamknięciu została uruchomiona „Wein-Restaurant”. W kolejnej dekadzie urządzono tu winiarnię. Obok znajdowała się piekarnia. W następnych latach na parter budynku wprowadził się sklep mięsny Pinkusa Friszera. W dwudziestoleciu międzywojennym funkcjonowała tu restauracja „Patria” (wcześniej „Flank”).

## Architektura
Budynek został wzniesiony na planie podobnym do litery „U”. Posiada pięć kondygnacji, podpiwniczenie, poddasze, trójksrzydłową bryłę, rozbitą narożnymi wykuszami − wieżyczkami nakrytymi hełmami oraz wykuszami na osiach centralnych elewacji frontowej i bocznej − zachodniej. Wykusze zwieńczono ozdobnymi szczytami. Kamienicę nakryto dachem dwuspadowym o stromej połaci frontowej, z facjatkami i wieżyczką na osi elewacji frontowej. Parter jest tynkowany, boniowany, nieznacznie przebudowany. Na osi elewacji frontowej umieszczono drzwi wejściowe w bogato zdobionym portalu, zwieńczonym łukiem pełnym. Tynkowane i boniowane elewacje ukształtowano symetrycznie. Elewacja frontowa jest pięcioosiowa, z balkonami z kamiennymi balustradami umieszczonymi na kondygnacjach od drugiej do czwartej łączącymi wieżyczki z wykuszem centralnym. Elewacja boczna od ul. Stawowej posiada pięć osi, elewacja boczna od ul. A. Mickiewicza − trzy osie z trójkątnymi balkonami z metalowymi balustradami na osi centralnej. Elewacje ozdobiono dekoracjami sztukatorskimi o motywach secesyjnych, umieszczonymi w płycinach podokiennych, na zwieńczeniu wykuszy i na elewacjach szczytów. W sieni zachował się sufit zdobiony fasetą oraz mozaikowa oryginalna posadzka lastrykowa i ściany, obłożone ceramiczną okładziną. Schody dwubiegowe mają drewnianą oryginalną balustradę o motywach geometrycznych, okna klatki schodowej przeszklono kolorowymi szybkami.